# Trattoria

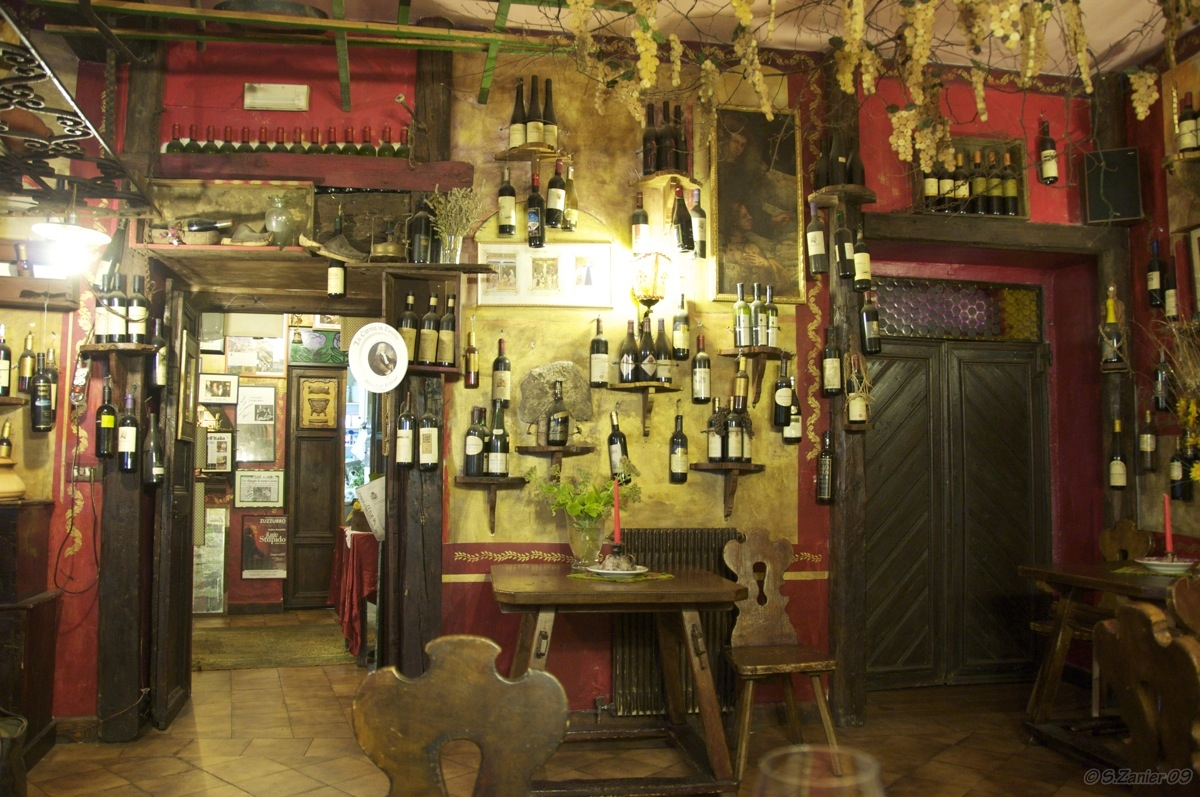
O trattoria tipică din Tolmezzo, Friuli

O trattoria este un restaurant în stil italian, mai puțin formal decât un ristorante, dar mai formal decât o osteria. Nu există, în general, meniuri tipărite, serviciul este lejer, adică puțin formal, vinul este vândut mai degrabă la carafă decât la sticlă, prețurile sunt mici, iar accentul este pus mai degrabă pe o clientelă constantă decât pe haute cuisine. Mâncarea este simplă, dar abundentă (în general paste produse după rețete locale și regionale) și în unele cazuri este chiar servită în stil familial (de exemplu, la mese comune).

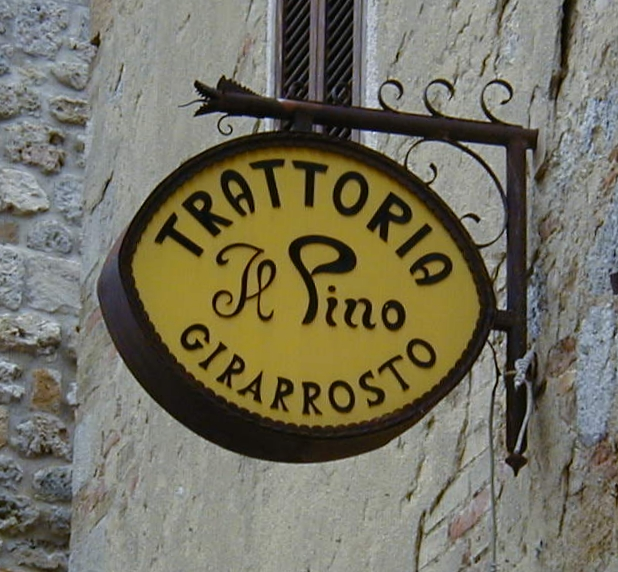
Semn de trattoria în Toscana

Trattoriile care se potrivesc acestui stereotip au devenit mai puține în ultimii 20 de ani și multe dintre ele au adoptat unele (sau mai multe) dintre stilurile de producere și servire a mâncării din restaurante, cu doar una sau două „concesii” făcute vechiului stil rustic și familiar.
Opțional, mâncarea disponibilă într-o trattoria poate fi cumpărată ambalată în cutii pentru a fi consumată acasă. Cuvântul este înrudit cu termenul francez traiteur — ceea ce înseamnă o firmă de catering care produce mâncare pentru livrare acasă.